# نهائي كأس السلطان حسين 1921
نهائي كأس السلطان حسين 1921 كانت المباراة النهائية لكأس السلطان حسين 1920 -21، كان بين فريقي نادي الزمالك (المختلط) وشيروود فورسترس (Sherwood Foresters) من بريطانيا العظمى، الزمالك فاز بالمباراة 2-1 بعد الوقت الإضافي (1– 1 قبل الوقت الإضافي)، أصبح الزمالك أول فريق مصري يفوز بالكأس.

## الطريق إلى النهائي
| الزمالك | الزمالك | الدور                    | شيروود | شيروود |
| ------- | ------- | ------------------------ | ------ | ------ |
| الخصم   | نتيجة   | كأس السلطان حسين 1920–21 | الخصم  | نتيجة  |
|         | ؟؟؟     | الجولة الأولى            |        |        |
|         | ؟؟؟     | الدور ربع النهائي        |        | ؟؟؟    |
|         | ؟؟؟     | الدور نصف النهائي        |        | ؟؟؟    |

## تفاصيل المباراة
| نادي الزمالك                   | 2 – 1 | شيروود فورسترس |
| ------------------------------ | ----- | -------------- |
| السيد أباظه ؟؟' · علي رياض ؟؟' |       |                |

| الزمالك:        |
| محمود مرعي      |
| فؤاد جميل       |
| يوسف وهبي       |
| محمد جبر        |
| علي الحسني      |
| عبد السلام حمدي |
| جميل عثمان      |
| السيد أباظة     |
| حسين حجازي      |
| علي رياض        |
| أحمد خلوصي      |
| مدرب:           |

| شيروود فورسترس: |
|                 |
| ؟؟؟             |
| ؟؟؟             |
| ؟؟؟             |
| ؟؟؟             |
| ؟؟؟             |
| ؟؟؟             |
| ؟؟؟             |
| ؟؟؟             |
| ؟؟؟             |
| ؟؟؟             |
| ؟؟؟             |
| مدرب:           |

## روابط خارجية
- http://www.angelfire.com/ak/EgyptianSports/ZamalekInSultanCup.html#1921